# Gyulay Albert
Gróf marosnémeti és nádaskai Gyulay Albert (Albert Graf Gyulay von Maros-Németh und Nádaska) (Buda, 1766. szeptember 12. – Pest, 1836. április 17.) magyar főnemes, a Habsburg birodalmi haderő tisztje, császári-királyi altábornagy, a napóleoni háborúkban csapatparancsnok. Gyulay Ignác tábornagy öccse.

## Élete
Édesapja Gyulay Sámuel császári-királyi altábornagy (1723–1802) volt. Bátyja, Gyulay Ignác (1766–1831) 1781-ben hadapród (kadét) lett apjuk gyalogezredében. Bátyja nyomdokán haladva Albert szintén belépett a hadseregbe.
1789-ben részt vett II. József császár török ellen indított 1788–89-es hadjáratában. Először Erdélyben harcolt egy székely huszárezred Rittmeistereként (lovassági századosaként, korabeli szóval „kompániáskapitányaként”), majd a Gyulay-huszárezredhez (apjának, Gyulay Sámuel altábornagynak ezredéhez) osztották be gránátos századosként. Az ezred a Laudon tábornagy által vezetett hadsereg kötelékében Belgrád visszafoglalására vonult. Laudon utasítására 1789. szeptember 30-án a Gyulay-huszárok is részt vettek a vár ellen indított sikeres rohamban, amelynek nyomán Belgrád október 9-én megadta magát. A támadásban tanúsított vitézségéért Gyulay Albert kapitány, több tiszttársával együtt kitüntetésben részesült.
1793-ban, a francia forradalmi hadsereg elleni első koalíciós háború során részt vett a Frigyes Józsiás szász-coburg-saalfeldi herceg (1737–1815) által vezetett szövetséges haderő dél-németalföldi hadjáratában. A neerwindeni csata első napján (március 16-án) Dumouriez tábornok (1739–1823) erői visszaverték a császáriakat, de Gyulay egy merészen kigondolt éjszakai támadásra tett javaslatot a Tirlemont-magaslatokon elsáncolt francia állások ellen. A rajtaütést két nap múlva (március 18-án) sikeresen végrehajtották, a győzelem nyomán Dumouriez tábornok hadereje felbomlott, s a Dél-Németalföld feletti Habsburg uralmat helyreállították. Gyulayt őrnaggyá léptették elő, és az O’Donnell szabadcsapathoz (Freikorps O’Donnell) helyezték.
A napóleoni háborúk során, a második koalíciós háború kezdetén, 1799-ben már ezredesi rangban, egy újonnan szervezett magyar gyalogezred parancsnokaként harcolt az Itáliai Hadseregben Napóleon ellen. Az 1800-ban elrendelt magyar nemesi felkelés (inszurrekció) idején vezérőrnagyi rangban egy hadtestet vezényelt a Tiszántúlon. 1803-tól dandárparancsnokként szolgált felváltva Csehországban, Magyarországon és a katonai határőrvidéken.
1805-ben, a harmadik koalíciós háborúban a magyar nemesi felkelő csapatokat vezényelte. 1808. augusztus 14-én altábornaggyá nevezték ki.
Az ötödik koalíciós háborúban, 1809-ben János főherceg belső-ausztriai hadseregének kötelékében a VIII. hadtestet vezényelte. (A hadsereg IX. hadtestét saját bátyja, Gyulay Ignác altábornagy vezette). Észak-Itáliába vonultak Eugène de Beauharnais marsall, az itáliai alkirály csapatai ellen. Április 16-án a Sacile (Fontanefredde) mentén vívott csatában Gyulay vezette az osztrák balszárnyat, és sikeresen visszaverték Beauharnais támadásait. Később, a hadiszerencse fordultával, amikor az Itáliai Hadsereget Belső-Ausztria védelmére visszavonták Észak-Itáliából, János főherceg a IX. hadtest egy részével Tarvison (ma: Tarvisio) keresztül Villach felé vonult vissza. Gyulay VIII. hadtestének néhány dandárját Tirolban hagyta, Chasteler altábornagy parancsnoksága alatt, hogy gerilla-hadviseléssel támogassa a helyi népfelkelést. Maga Gyulay, hadtestének egy hadosztályával a főherceg vonulását fedezve sikeres utóvédharcokat folytatott a Wolfsbach völgyében Tarvis környékén, azután a Száva völgyén keresztül áttört Magyarország felé, és június 2-án Szentgotthárdnál ismét egyesült János főherceg haderejével. (Bátyja, Gyulay Ignác altábornagy, aki egyben a horvát báni méltóságot is viselte, IX. hadtestének maradékával ugyanekkor Laibach (Ljubljana) és Agram (Zágráb) felé vonult, a Krajna (a mai Szlovénia és Horvátország megvédelmezésére).
1813-ban és 1815-ben egy tartalékhadtestet vezényelt, ezt követően visszavonult. Pestre költözött, itt hunyt el 1836. április 17-én, 70 éves korában.

## Házassága, gyermekei
Gyulay Albert gróf Julia van Wynants németalföldi grófnőt (1770 – 1824. március 29.) vette feleségül, akitől négy gyermeke született:
- Gyulay Sámuel Béla Crescencius (1803–1886), aki 1838-ban Hermina Johanna Katalin Hoffmeitert (1818–1878), majd ennek halála után, 1882-ben Maria Elisabetta Cechettit (1834–1889) vette feleségül.
- Gyulay Albert (1805–?)
- Gyulay Lajos (?–1845)
- Gyulay Anna Jozefa, aki gróf Haller László küküllői főispánhoz (megh. 1837) ment férjhez.

## Külső hivatkozások
- Gyulay Albert életrajza (németül)
- Részvétele Belgrád 1789. október 9-ei bevételében
- A Gyulay család genealógiája (angolul)
- A Katonai Mária Terézia rend kitüntetettjeinek listája Archiválva 2008. július 20-i dátummal a Wayback Machine-ben (angolul)